# Phyllomacromia amicorum
Phyllomacromia amicorum là loài chuồn chuồn trong họ Macromiidae. Loài này được Gambles mô tả khoa học đầu tiên năm 1979.